# Jennifer Bini Taylor
Jennifer Bini Taylor (ur. 19 kwietnia 1972) – amerykańska aktorka filmowa i telewizyjna. 

## Filmografia

### Filmy
- Kariera frajera jako Rita (1998)
- Cudotwórca jako Kobieta w wannie (1998)
- Dzikie żądze jako Barbara Baxter (1998)
- Miami Ninja jako Kimiko (2000)
- Miami Sands jako Laura (2001)
- Z ust do ust jako Jocelyn Richelieu (2005)
- Carnal Innocence jako Susie (2011)
- Sprawl jako Stacy (2012)
- 100,000 Zombie Heads jako Zuhara (2012)

### Seriale
- Diagnoza morderstwo jako Charmaine Dufour (1993-2001)
- Arli$$ jako Roberta Takega (1996-2000)
- Niebieski Pacyfik jako Patti Wolfson (1996-2000)
- Czarodziejki jako Eve (1998)
- Miami Sands jako Laura (1998)
- Tak, kochanie jako Rebecca (2000-2006)
- Dwóch i pół jako Suzanne, Tina, Nina, Chelsea (2004, 2007, 2008-2015)